# 奧列尼夫卡 (若夫特涅維區)
46°56′10″N 32°18′13″E / 46.93611°N 32.30361°E
奧列尼夫卡（烏克蘭語：Оленівка），是烏克蘭南部的村莊，隸屬尼古拉耶夫州的尼古拉耶夫區。該村始建於1845年，面積0.023平方公里，海拔高度52米，2001年人口200，人口密度每平方公里8,695.7人。